# ʕ̓
ʕ̓, appelé coup de glotte réfléchi virgule suscrite, est une lettre latine utilisée dans l’écriture du colville-okanagan, du columbia-wenatchi et du thompson.
Il s’agit de la lettre ʕ diacritée d’une virgule suscrite.

## Usage informatique
Le coup de glotte réfléchi virgule suscrite peut être représenté avec les caractères Unicode suivants : 
- décomposé (latin de base, diacritiques) :

| formes    | représentations | chaînes de caractères | points de code | descriptions                                                      |
| --------- | --------------- | --------------------- | -------------- | ----------------------------------------------------------------- |
| minuscule | ʕ̓               | ʕ◌̓                    | U+0295 U+0313  | lettre latine coup de glotte réfléchi diacritique virgule en chef |

## Sources
- « How To Type nɬeʔkèpmxcín (Thompson River Salish) », MELTR. <http://www.meltr.org/Resources/Keyboards/ThompsonU.htm>
- L'alphabet nłeʔkepmxcin, FirstVoices.ca.